# Grignon (Côte-d'Or)

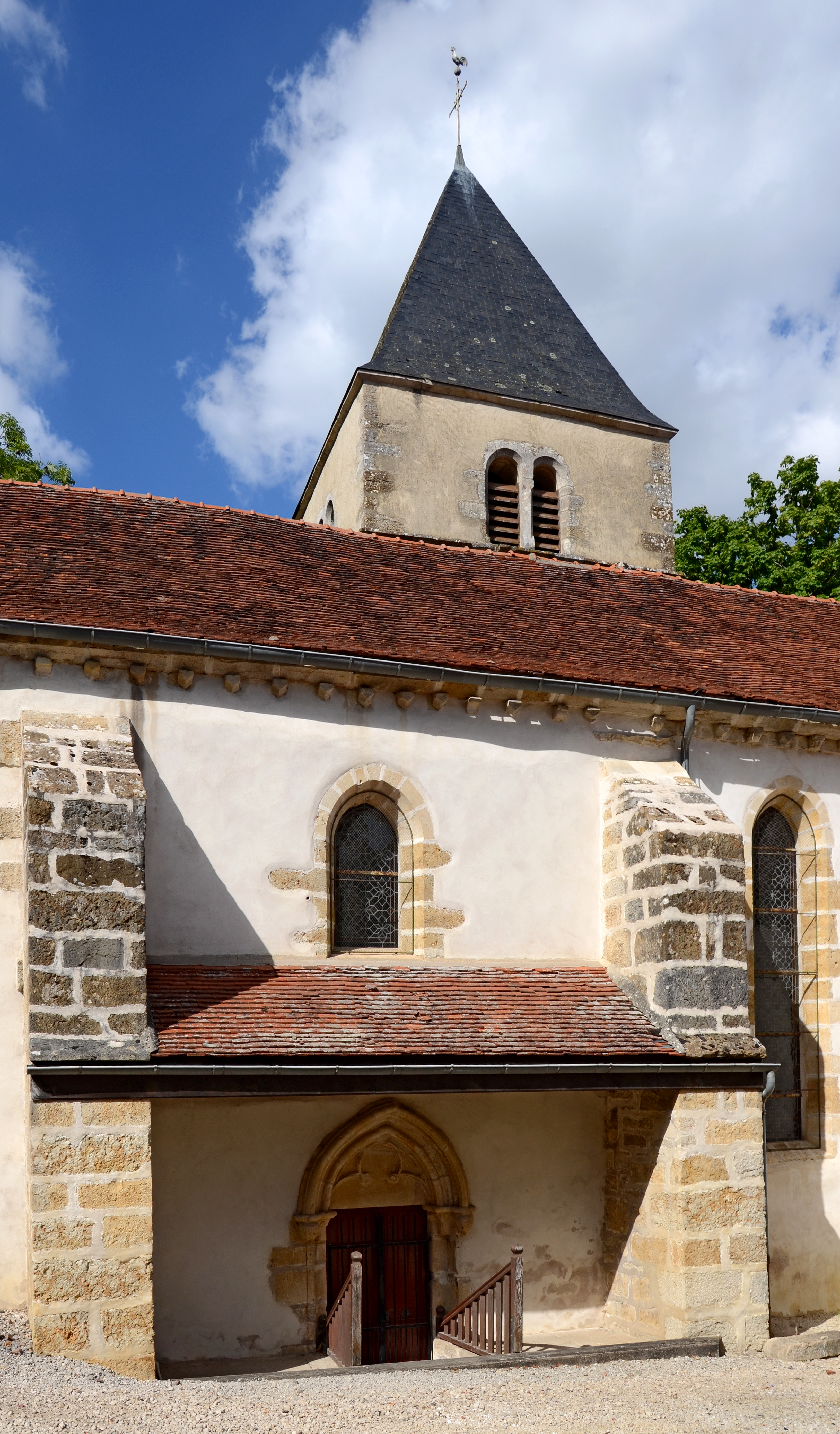
Kerk

Grignon is een gemeente in het Franse departement Côte-d'Or (regio Bourgogne-Franche-Comté) en telt 246 inwoners (1999). De plaats maakt deel uit van het arrondissement Montbard.

## Geografie
De oppervlakte van Grignon bedraagt 11,6 km², de bevolkingsdichtheid is 21,2 inwoners per km².
De onderstaande kaart toont de ligging van Grignon (Côte-d'Or) met de belangrijkste infrastructuur en aangrenzende gemeenten.

## Demografie
Onderstaande figuur toont het verloop van het inwonertal (bron: INSEE-tellingen).